# Allan Wilson (Politiker)

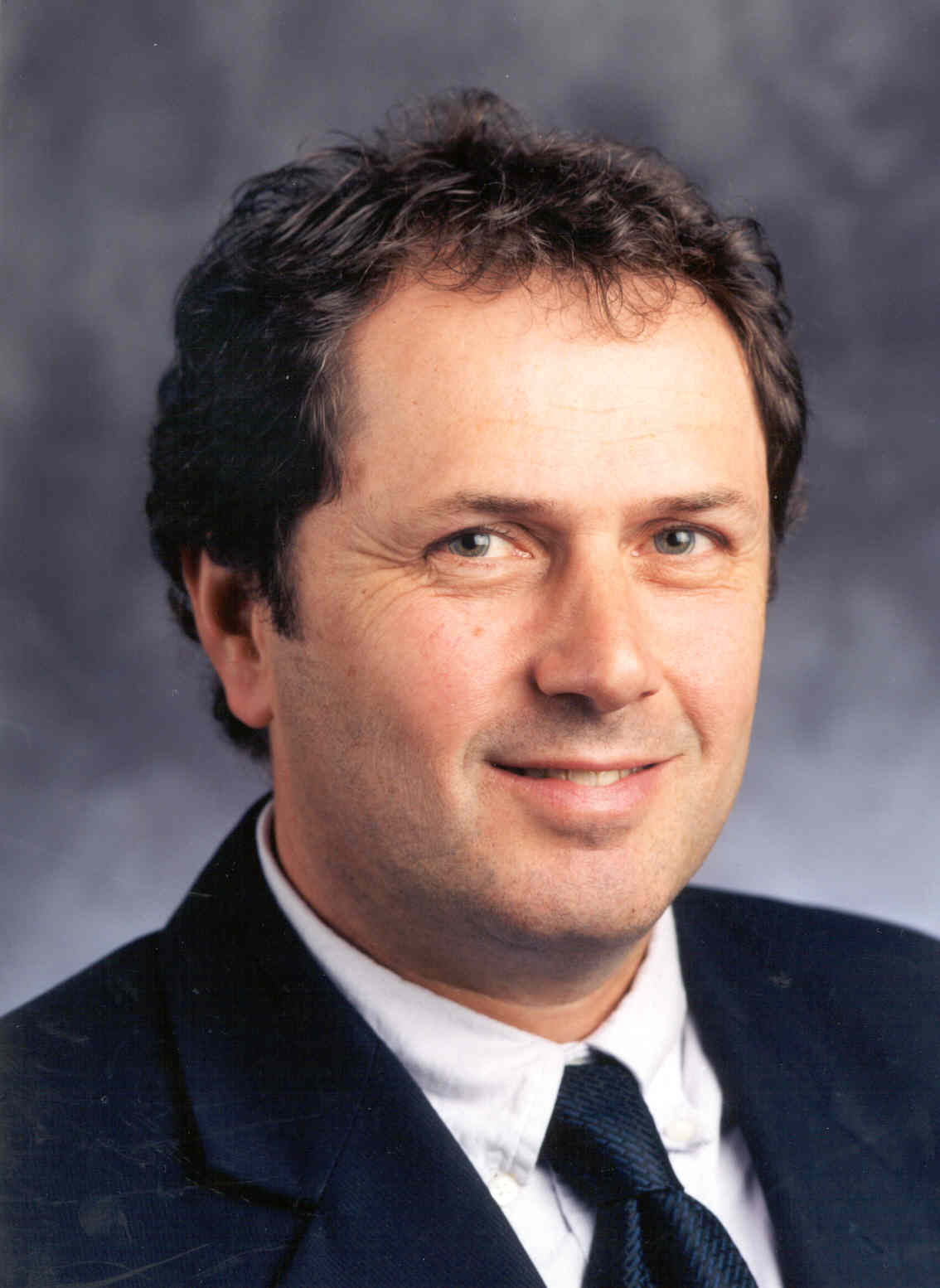
Allan Wilson, 2012

Allan Wilson (* 5. August 1954 in Glasgow) ist ein schottischer Politiker und Mitglied der Labour Party.

## Leben
McNulty besuchte die Glengarnock Primary School und die Spier’s School in Beith. Er war dann für die Gewerkschaften NUPE und UNISON tätig. McNulty war Mitglied der Fußballmannschaft des Schottischen Parlaments und ist Vorsitzender des Fußballvereins von Kilbirnie. Im Jugendfußballbereich von Ayrshire fungierte er bei verschiedenen Mannschaften als Trainer. Wilson ist verheiratet, Vater zweier Söhne und lebt in Kilbirnie.

## Politischer Werdegang
Zwischen 1992 und 1999 war Wilson Mitglied der Exekutive der Scottish Labour Party und von 1986 bis 1996 Wahlkampfleiter des Unterhausabgeordneten Brian Wilson. Bei den ersten Schottischen Parlamentswahlen im Jahre 1999 trat Wilson erstmals zu Wahlen auf nationaler Ebene an. Er bewarb sich um das Direktmandat des Wahlkreises Cunninghame North und konnte das Direktmandat mit deutlichem Vorsprung vor dem SNP-Kandidaten Kay Ullrich erringen. Im Parlament bekleidete Wilson in dieser Legislaturperiode verschiedene Positionen. So war er von November 2000 bis März 2001 stellvertretender Staatssekretär für Kultur und Sport, anschließend bis November 2001 für Kultur, Kunst und Sport und schließlich für Bildung und Entwicklung ländlicher Regionen. Bei den Parlamentswahlen 2003 verteidigte er sein Mandat. Seine Position als stellvertretender Staatssekretär für Bildung und Entwicklung ländlicher Regionen behielt Wilson zunächst und wurde dann im Oktober 2004 zum stellvertretenden Staatssekretär für Unternehmen und lebenslanges Lernen ernannt. Bei den Schottischen Parlamentswahlen 2007 verlor er sein Mandat an den SNP-Kandidaten Kenneth Gibson und schied aus dem Schottischen Parlament aus. Gibson gewann hierbei mit einem Vorsprung von nur 48 Stimmen und damit dem knappsten Vorsprung in allen Wahlkreisen bei diesen Wahlen. Auf Grund des knappen Ergebnisses behielt sich die Labour Party zunächst vor das Ergebnis anzufechten, verzichtete dann jedoch darauf. Bei den Schottischen Parlamentswahlen 2011 kandidierte Wilson abermals für Cunninghame North, unterlag Gibson diesmal jedoch deutlich.